# Karel Jaromír Erben
Karel Jaromír Erben (Miletin, 7. studenoga 1811. – Prag, 21. studenoga 1870.) je češki etnograf, povjesničar, pravnik, arhivist, pisac, pjesnik, prevoditelj i sakupljač narodnih pjesmi, legendi i bajki. Jedan od vodećih ličnosti češkog romantizma.
Erben je najviše poznat kao sakupljač narodne poezije. Za razliku od svojih prijatelja braće Grimm u narodnoj poeziji želi pronaći ostatke starih slavenskih mitova, dok braća Grimm traži germanske elemente. Iz tog traženja objavio je tri svezaka Narodne pjesme u Češkoj (1842. – 1845), i konačno prerađeno izdanje 1864. pod nazivom  Narodne češke pjesme i rime.
Najpoznatije njegovo djelo i najviši je domet češkog romantizma izvorna zbirkaje zbirka pjesama Kitice iz naših narodnih priča, skraćeno poznatiju kao Kitice. U kasnijem izdanju zbirka je proširena o baladu Ljiljani, tako da je u konačnom obliku zbirka sadržavala trinaest balada, te počinje uvodnom baladom pod nazivom Kitice.

## Biografija
Roden je 7. studenog 1811. u mjestu Miletin blizu Jičína. Srednju školu pohađao je u mjestu Hradec Kralovi. Nakon toga 1831. odlazi u Prag gdje počinje studij filozofije, a i kasnije prava. S Františkom Palackim počinje godine 1843. raditi u Naronom Muzeju. Nakon toga radi kao urednik Praških novina od 1848. Dvije godine nakon toga postaje sekretar arhiva Narodnog Muzeja. Umro je od tuberkuloze 21.11. 1870.

## Popis djela

#### Bajke i priče starih slavena
Središte Erbenovog interesa bilo je sakupljanje narodnih radova, posebno čeških narodnih pjesama. Uspoređivao je varijante i tražio tekst koji najviše odgovara izvornom, originalnom obliku. Pjesme je promatrao  spojene s glazbom, te je sakupljao i pjevane pjesme koje je isto objavljivao. Eben nije vjerovao da je moguće izbjeći sudbinu i poštivao je postojeći poredak stvari. U njegovim pjesmama se više puta ponavljaju motivi krivnje i kazne. 
- Sto narodnih bajki i priča slavenskih na izvornom dijalektu (1865) – je neka vrsta "slavenske čitanke" (dostupna je na internetu)
- Izabrane bajke i priče ostalih slovenskih naroda (1865) – "slavenska čitanka" je skraćena zbirka tekstova prevedenih na češki jezik.
- Kitice iz narodnih priča (1853), prošireno izdanje (1861) – ovo je jedina zbirka pjesama koju je izdao, osnova pjesama su stare češke narodne bajke.
- Narodne pjesme u Češkoj – sadrži 500 pjesama
- Češke narodne pjesme i rime (1864) je velika zbirka češkog folklora u pet dijelova. U ovom djelu vidimo utjecaj romantizma, koji pretpostavlja da je narodni izričaj u stvari izražaj izgubljenog drevnog mita, koji izražava određeni karakter tog naroda. Taj mit bi trebao odražavati cjelokupni skup ideja o odnosima između ljudi, te između ljudi i prirode. Karel Jaromir Erben je ovaj mit pokušao oživjeti.
- Češke bajke

Erbenu nije bilo dovoljno samo sakupljati narodnu predaju, on je kritički promatra i tako na nju utječe i time je mijenja.
Mladi brat – patriotske djelo
Večer –  patriotske djelo
Skitnica 
Na groblju 
U vezi s njegovim prikupljanjem narodnih pjesma, rima i bajki, važno je napomenuti da je sakupljao samo radove iz Češke, a ne i iz Morave. Tamo su radili  František Sušil, František Bartoš i Františka Stránecká

#### Historijska djela
- Rukopis muzeja kronike Kosmove
- Ondřej Puklica iz Vstruha
- Doprinosi češkoj povijesti, sakupljeni iz starih kronika ruskih
- Mjesečnik staročeškog sata na Starogradskoj vijećnici
- Regesta diplomatica nec non epistolaria Bohemiae et Moraviae – izbor iz dokumenata Češke i Morave. Djelo istražuje nastarije dokumente iz Češke i Morave do 1253. odnosno do smrti Vaclava I. Ovo je njegovo najznačajnije djelo s područja povijesti. Na njega se daljnjim djelima nadogradio Josef Emler.
- Sabrana djela Jana Husa

Napisao je i znanstvene rasprave o svetoj Katarini, Tomášu Štítném, J. A.Komenskom.
Izdao je još nekoliko starijih čeških djela, sudjelovao na prijevodu Sudskog i stečajnog postupka i Građanskog zakonika. 

### Jedinstveni indikator
Genealozi i drugi istraživači koriste Erbenom Jedinstveni indikator ulica i trgova i kućnih brojeva kraljevskog glavno grada Praga prema novom, starom i najstarijem numeriranju, koji je izdan 1870. Radi se o prevođenju starog numeriranja na novo. Sadrži kućne brojeve tadašnjih gradskih četvrti (Stare Mesto, Nove Mesto, Mala Strana, Hradčani, Josefov) i predgrađa Karlina i Smichova.

### Zanimljivost
Ime Karla Jaromíra Erbena je smješteno po prozorom Narodnog muzeja u Pragu kao jedno od dvadest i sedam imena velikana češke povijesti.